# Calisha Callwood
Calisha Cierra Callwood (9 de agosto de 1999) es una futbolista internacional virgenense. Jugadora del centro del campo, hizo su debut para la selección nacional en 2018.

## Carrera
Callwood comenzó a entrenar con el equipo nacional femenino Sub-16 en las Islas Vírgenes de los Estados Unidos en 2014 y obtuvo su primera llamada a la selección nacional senior en 2018 durante la Copa del Caribe de la Unión de Fútbol del Caribe en Puerto Príncipe, Haití. Callwood también participó durante la clasificación para el Campeonato del Caribe Femenino CONCACAF 2018 en Couva, Trinidad y Tobago, y el Campeonato de Clasificación Olímpica Femenino CONCACAF 2020 en Kingston, Jamaica.